# Dictyaulus elegans
Dictyaulus elegans är en svampdjursart som beskrevs av Schulze 1895. Dictyaulus elegans ingår i släktet Dictyaulus och familjen Euplectellidae.
Artens utbredningsområde är havet utanför Indien. Inga underarter finns listade i Catalogue of Life.